# マダガスカルマングース科
マダガスカルマングース科（マダガスカルマングースか、Eupleridae）は、哺乳綱食肉目に分類される科。別名マダガスカルジャコウネコ科。

## 分類
マングース科とマダガスカルマングース科の間の分岐は漸新世（約3,400万年前から約2,300万年前までの期間）にまで遡ることができる。そのころのネコ亜目の種は互いに多くの類似点をもっていたが、とくにネコ類とマングース類の間には共通点が多かった。Aeluroideaに分類される絶滅種パラエオプリオノドンPalaeoprionodonは、始新世の後期或いは漸新世初期のヨーロッパとアジアの地層から化石が発見されているが、現代のフォッサに似た外観をもっている。一方絶滅したネコ類の一種であるプロアイルルス Proailurus は今日のジャコウネコ類によく似た特徴をもつ。
化石記録ではこのような類似点がみられたものの、現代のマダガスカルマングース科の下位分類であるコバマングース亜科とワオマングース亜科には形態上明らかな違いがあり、コバマングース亜科はジャコウネコ類と、ワオマングース亜科はマングース類との間に類似点がある。コバマングース亜科（フォッサ、コバマングース、マダガスカルジャコウネコ）の耳骨胞（耳嚢、auditary bulla）はジャコウネコに似るが、ワオマングース類はマングース科に似た耳嚢をもつ。こうした特徴から、1996年ロバート・M・ハンター Jrはマダガスカルへの食肉目の渡来は2度あり、1度目はジャコウネコ類、2度目はマングース類であったとした。マダガスカルマングース科の共通祖先は漸新世後期から中新世初期（2400万年前 - 1800万年前）にアフリカから、おそらくは漂流物に乗って渡来したとされるが、他方フィリップ・ゴーベールとジェラルディン・ベロンは分岐の年代を1940万年前（2270万年前から1650万年前の間）と見積もっている。
以前はコバマングース類・フォッサ・マダガスカルジャコウネコはジャコウネコ科に分類され、それぞれエウプレルス亜科Euplerinae・フォッサ亜科Cryptoproctinae・ファナロカ亜科Fossinaeを構成する説もあった。
2003年に発表されたIRBPのエクソン・TTF遺伝子のイントロン・ミトコンドリアDNAのシトクロムb・ND2遺伝子の塩基配列を決定し最大節約法と最尤法・ベイズ法などを用いた系統解析では、マダガスカルに分布する食肉類のみで単系統群を形成し従来のジャコウネコ科は側系統群という解析結果が得られた。この解析ではコバマングース亜科とワオマングース亜科が分岐したのは24,000,000 - 18,000,000年前（CI。各解析の一例としてIRBP 31,000,000 - 11,000,000年前、ND2 33,000,000 - 16,000,000年前）と推定されており、それ以前に共通祖先がマダガスカルに到着したと考えられている。
以下の分類・英名は、Wozencraft (2005) に従う。和名は川田ら (2018) に従う。
- コバマングース亜科 Euplerinae
  - フォッサ属 Cryptoprocta
    - Cryptoprocta ferox フォッサ Fossa

  - コバマングース属 Eupleres　
    - Eupleres goudotii コバマングース Falanouc（亜種E. g. majorを独立種とする説もあり[10]）

  - ファナロカ属 Fossa　
    - Fossa fossana マダガスカルジャコウネコ Malagasy civet
- ワオマングース亜科 Galidiinae
  - ワオマングース属 Galidia
    - Galidia elegans ワオマングース Ring-tailed mongoose

  - ヒロスジマングース属 Galidictis
    - Galidictis fasciata ヒロスジマングース Broad-striped malagasy mongoose
    - Galidictis grandidieri オオヒロスジマングース Grandidier's mongoose

  - ホソスジマングース属 Mungotictis
    - Mungotictis decemlineata ホソスジマングース Narrow-striped mongoose

  - サラノマングース属 Salanoia
    - Salanoia concolor サラノマングース Brown-tailed mongoose（Salanoia durrelliはシノニムとされる[11]）

## 分布

アフリカ大陸東部沿岸のマダガスカル島。

マダガスカルマングース科の肉食獣は、アフリカ大陸東部沿岸にあるマダガスカル島の固有種である。在来種としては唯一の食肉目であったが、ヒトが住むようになってからはイエネコ、イヌのほかコジャコウネコなども移入した。
主に森林地帯に住むが、マダガスカル東部の熱帯雨林、西部の落葉樹林（ホソスジマングース）および南西部の乾性有刺林（オオヒロスジマングース）など、森林の種類によって生息する種が異なる。ただしフォッサとワオマングースの一部個体は森林の種類に関係なく生息し餌を求めて種類の違う森林を行き来することもある。種の密度は東部の熱帯雨林地帯で多く、多い場所では5種が同所に生息する。一方、西部及び南西部は種の密度は低いが個体数の密度はむしろ高いと言えるかもしれない。

## 形態

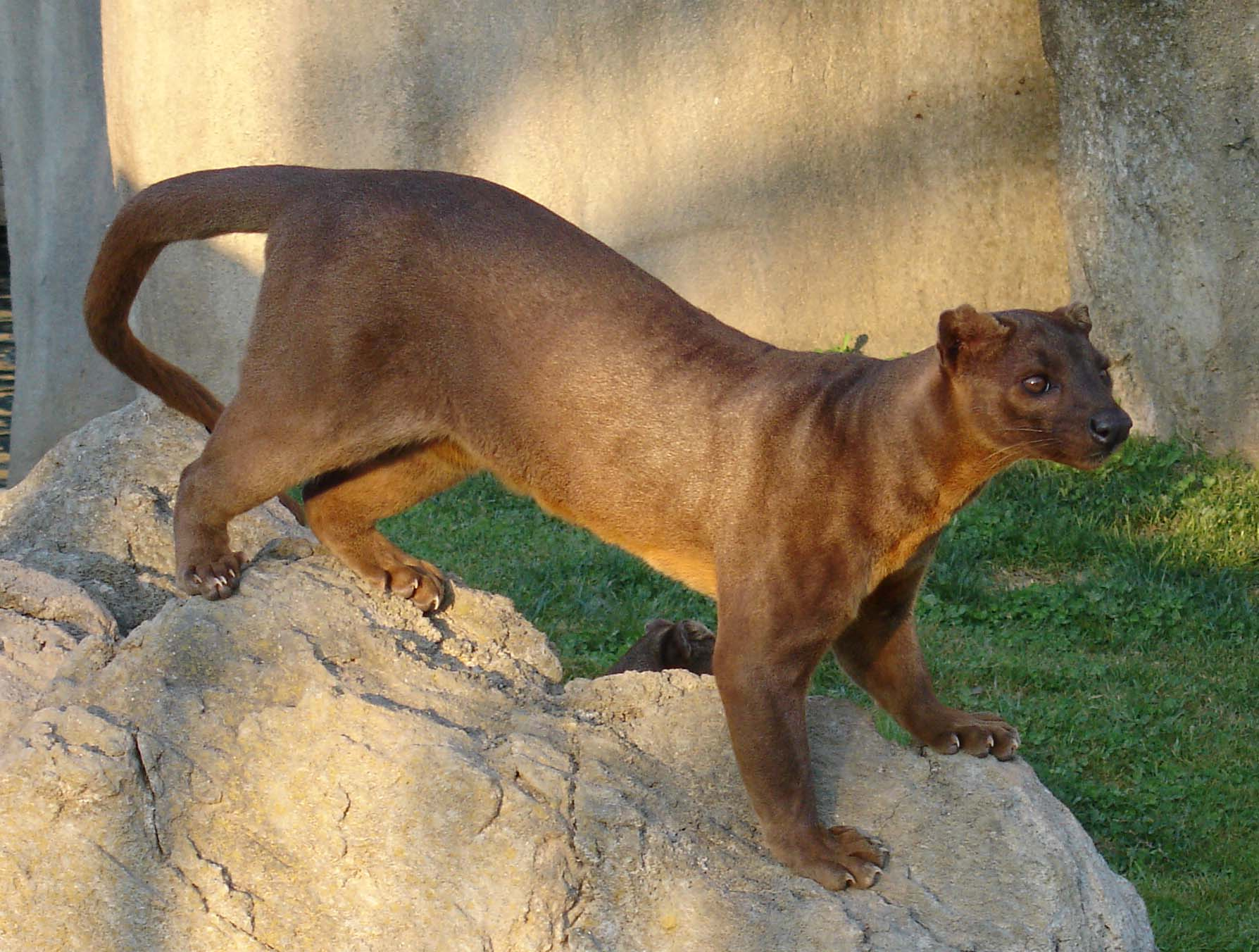
マダガスカル最大の肉食獣フォッサ

マダガスカルの肉食哺乳類とその他の地域の肉食哺乳類とを明確に区分する形態学的特徴は無い。むしろ収斂進化の結果各種がそれぞれネコ、ジャコウネコ、マングースなどに似た形態をもつようになった。このことは形態からの分類が容易ではない理由のひとつでもある。マダガスカルマングース科最大の種はフォッサで、大きなものでは体長80cm、体重12kgにもなるが、サラノマングースなど小型のものでは体長26cm、体重500g程しかない。雌雄で体毛の色に差異はないが、いくつかの種ではオスの方が大きい。体型は概して細長く、四肢は短い。フォッサのように爪を自由に出し入れできる種もある。
体毛は短く密集して茶色または灰色であるが、種に様々な色調を持ち斑点や縞模様をもつものもある。尾は胴よりやや短くふさふさしていて、ワオマングースを除いては単色である。頭部は胴体に比べて小さく、口先がとがっており、フォッサの頭部はネコ科に似て顔の面積は小さい。肉食哺乳類の特徴である犬歯（いわゆる牙）は、フォッサを除いてはあまり目立たない。特にコバマングース（ファラノーク）では歯の形状が昆虫食に適した形になっている。